# سگ‌وی پی‌تی
سِگ‌وِی پی‌تی (به انگلیسی: Segway PT) یا رانَک یک دوچرخهٔ الکتریکی خودتراز است که توسط دین کامن اختراع شده‌است. این محصول به وسیله شرکت سگ‌وی در نیو همپشایر آمریکا تولید می‌شود.
زمانی که دستگاه روشن باشد و حالت تعادل فعال باشد محاسبه‌گرها و موتورها در پایهٔ سگ‌وی پی‌تی، آن را در حالت عمودی نگه می‌دارند. یک کاربر می‌تواند برای رفتن به جلو، وزن خود را به جلوی دستگاه منتقل کرده و برای رفتن به عقب، وزن خود را به عقب دستگاه انتقال دهد. حسگرهای ژیروسکوپ و حسگرهای تراز براساس سیالات، برای تشخیص حرکات کاربر به وسیلهٔ وزنش استفاده می‌شوند. برای تغییر جهت، کاربر باید دسته را توسط دستانش به سمت چپ یا راست بچرخاند.
رانک به‌وسیله یک موتور الکتریکی حرکت می‌کند و می‌تواند تا سرعت ۲۰٬۱ کیلومتر بر ساعت حرکت کند.